# Schloss Marloffstein

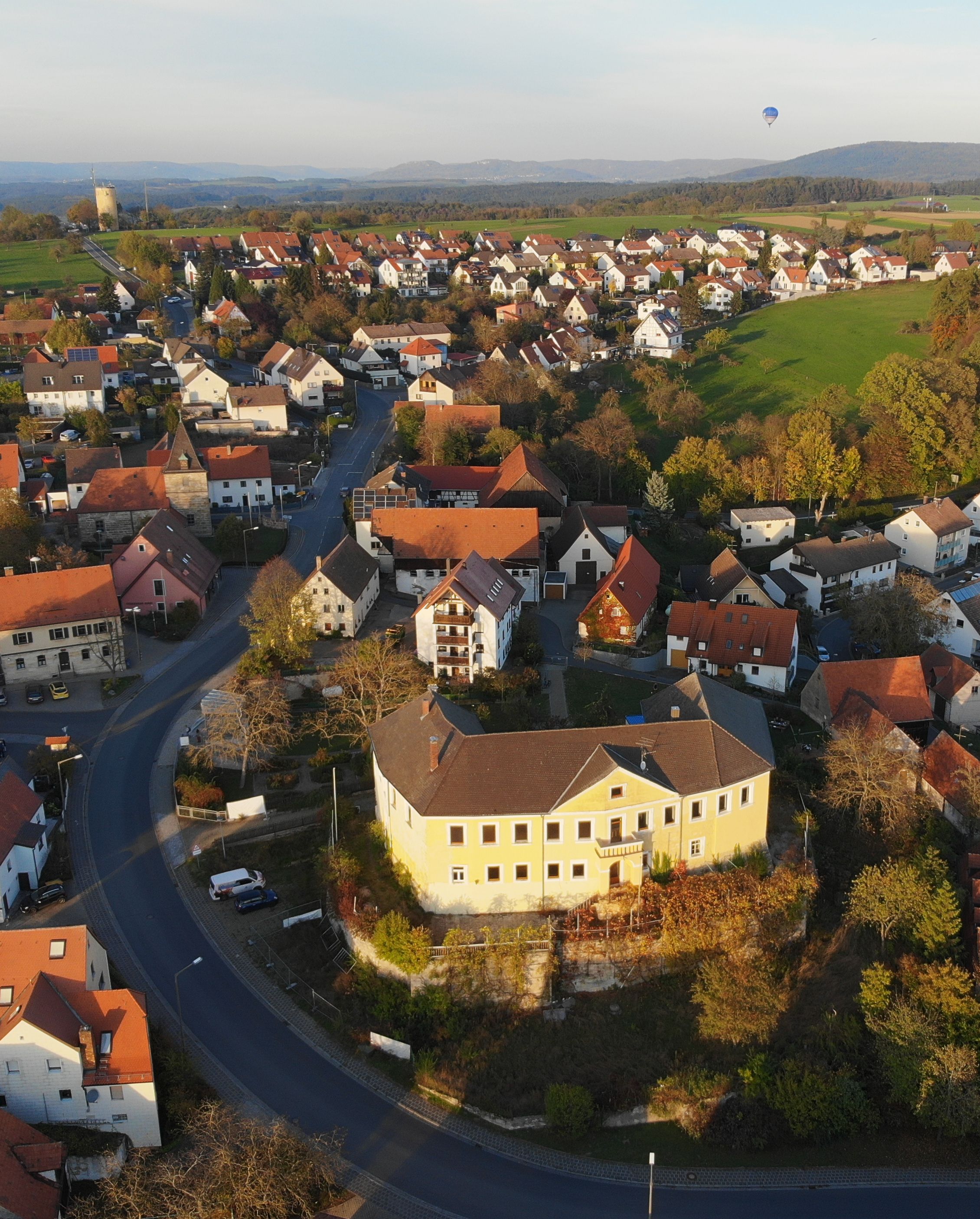
Schloss Marloffstein (2019)

Das Schloss Marloffstein ist ein Schloss im gleichnamigen Ort Marloffstein im mittelfränkischen Landkreis Erlangen-Höchstadt in Bayern. Als Burg existierte es bereits vor 1300. Am Ende des 17. Jahrhunderts wurde es prunkvoll im barocken Stil ausgebaut. Nach dem Verlust seiner Funktion als Amtssitz, 1792, verfiel es und wurde 1833 auf seine jetzige Gestalt reduziert.

## Geschichte
Im ersten Jahrtausend unserer Zeitrechnung zählte der Standort der Burganlage zum Nordgau später zum Radenzgau. Um 1007 wurde das Gebiet um Marloffstein vom späteren Kaiser Heinrich II. dem neu gestifteten Bistum Bamberg zugeschlagen. Die damalige Burg diente wohl zum Schutz der nahe verlaufenden Grenze des neuen Bistums und wurde von den adligen Dienstmannen des Bischofs als Hofmark verwaltet. Als ältestes geschichtliches Denkmal dieser Zugehörigkeit trägt im heutigen Schlosshof ein Pfeiler einen eingelassenen Wappenstein des Hochstifts Bamberg mit der Jahreszahl 1211. Urkundlich erwähnt wurde der Ort erstmals 1288 als Maurolfstein. Der Namensgeber Maurolf, gewöhnlich ein ortsansässiges Adelsgeschlecht, ist allerdings geschichtlich nicht nachweisbar.
Nach einer Urkunde von 1315 hatten „von altersher“ die Herren von Gründlach den Marloffstein als bischöfliches Lehen inne. Nach dem Erlöschen dieser Adelslinie im genannten Jahr ging das Lehen an Graf Gottfried von Hohenlohe-Brauneck und seine Frau Margarete von Gründlach (der Alleinerbin der Gründlachs) über. Zur Verwaltung des Gebietes setzten die Eigentümer oder Lehnsnehmer Vögte und später Amtmänner ein, deren Amtssitz war die Burg Marloffstein. Hatten die Marloffsteiner Vögte anfangs auch die hohe Gerichtsbarkeit mit den entsprechenden Einkommen (Abgaben) inne, so ging diese 1341, nach dem Einzug der bischöflichen Lehen, zusammen mit der Burg an die Hofmarkt Neunkirchen. Die Marloffsteiner Vögte blieben jedoch auf der Burg, von wo sie weiterhin die niedere Gerichtsbarkeit in den Orten Marloffstein, Rosenbach und Spardorf ausübten und das Recht zur niederen Jagd hatten. Ab dieser Zeit dienten die Burg und die zugehörigen Grundstücke dem Bamberger Bischof als Pfand für Darlehen. Die Darlehensgeber wurden mit der Burg und den zugehörigen Grundstücken belehnt und zugleich als bischöfliche Amtmänner und ab 1655 als Oberamtmänner benannt. Ab 1792 wurde das Oberamt Marloffstein jedoch nicht mehr von der Burg, sondern von Bamberg aus regiert und nach 1798 schließlich dem Landgericht Neunkirchen einverleibt. 1806 gingen das Schloss und die zugehörigen Grundstücke im Zuge der Säkularisation an den Bayerischen Staat und alsbald in bürgerliche Hand.
Während die Burg den Bauernkrieg 1525 unzerstört überstand, wurde sie im Zweiten Markgrafenkrieg 1552 niedergebrannt und erst 1570 wiederhergestellt. Auch im Dreißigjährigen Krieg erlitt sie starke Schäden.

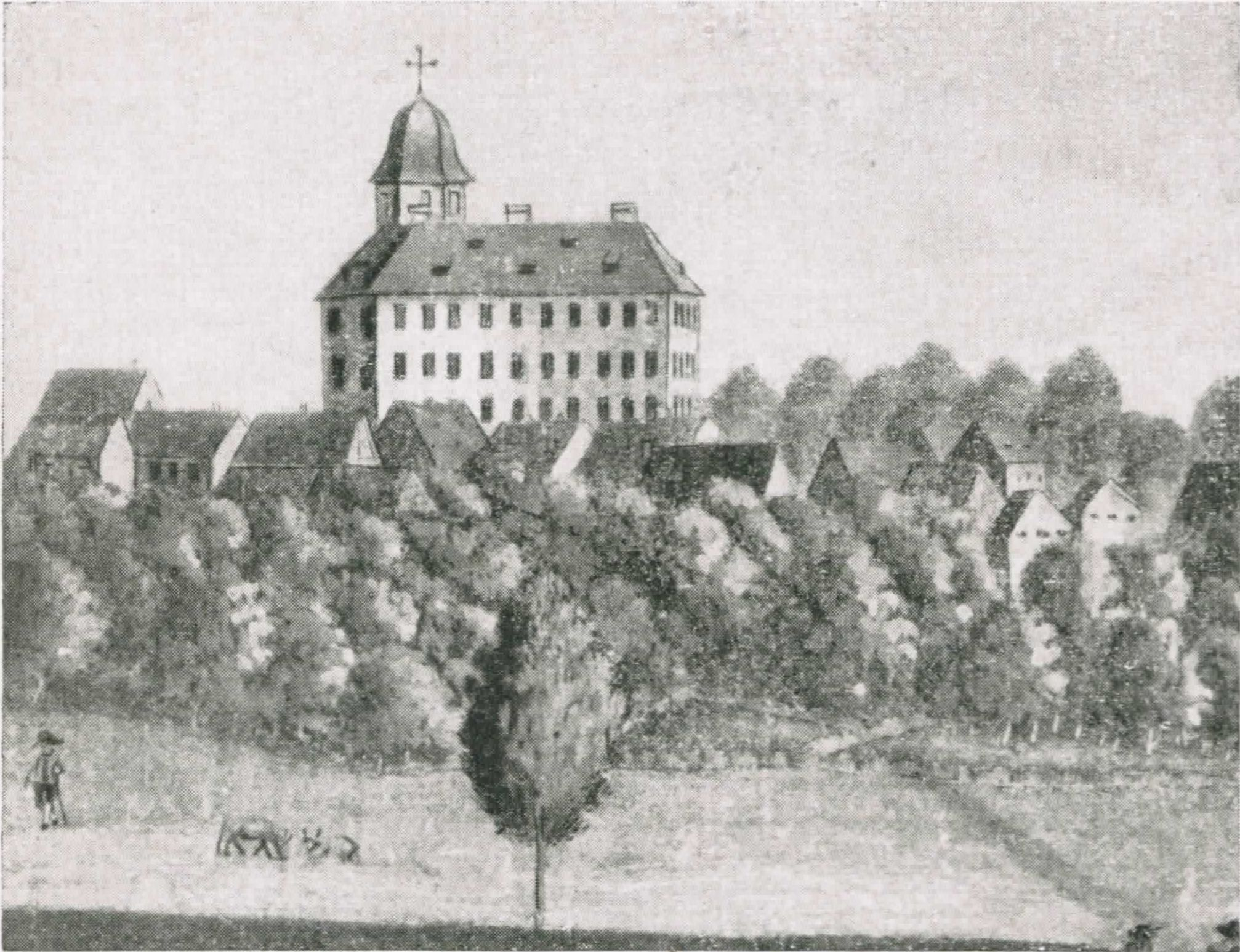
Schloss Marloffstein nach einem Aquarell vor 1833

Im Besitz derer von Stauffenberg erfolgte 1691 bis 1695 ein Neubau im barocken Stil auf den Resten der mittelalterlichen Anlage.
1833 wurde ein großer Teil der von einem Zwinger und breitem gemauerten Graben umgebenen, ringförmig fast geschlossenen Schlossanlage abgerissen. Er war zu stark verfallen. Das Schloss büßte den achteckigen Eingangsturm mit seiner welschen Haube, den daran anstoßenden Nordteil des Westflügels bis zur Schlosskapelle und das obere Stockwerk des restlichen Schlosses ein. Der Schlossbau wurde auf seine derzeitige Gestalt reduziert und erhielt ein flachgeneigtes Dach mit Dreiecksgiebel sowie einen massiven Balkon an der Südseite. Das bayerische Urkataster zeigt Schloss Marloffstein in den 1810er Jahren noch mit dem halbrunden Nordflügel und einem Atriumhof.
Die Schlossgaststätte war seit 1885 die Exkneipe der Erlanger Burschenschaft Frankonia. Im Jahr 1932 wurde das Anwesen erneut brandbeschädigt und anschließend wieder saniert.
Nach dem Zweiten Weltkrieg lebten im Obergeschoss des Schlosses Angestellte der Firma Siemens mit ihren Familien. Für alle Bewohner gab es nur einen einzigen Wasserhahn und eine Toilette. Die Frauen aus dem Dorf holten in einer Kiepe das Wasser am Brunnen im Schlosshof oder am Ziehbrunnen vor der Metzgerei Striegel.

## Eigentümer, Lehnsnehmer und Verwalter und deren bauliche Maßnahmen (unvollständig)
Die Unterhaltung einer Burg oder eines Schlosses ist sehr kostenintensiv. Der bauliche Zustand in der jeweiligen Zeit wird gewöhnlich durch folgende Faktoren bestimmt:
1. den wirtschaftlichen Verhältnissen ihres Eigentümers und Besitzers,
2. der notwendigen militärischen Funktion zur Gewährleistung der äußeren und inneren Sicherheit und
3. der gewünschten repräsentativen Funktion als Sitz der lokalen Gebietsverwaltung und Ordnungsmacht.

Dies ist auch gut an der historischen Entwicklung von Schloss Marloffstein erkennbar.
- 1007[1] Eigentum des Hochstifts Bamberg
  - 1310[1] wurde ein Maroschalk von Marolfstein erwähnt, vermutlich kein Adelsname, sondern der amtierende Vogt
- 1315[5] ging das bischöfliche Lehen durch Wulfing von Stubenberg von den Herren von Gründlach auf Graf Gottfried von Hohenlohe-Brauneck über
  - 1328[1] wurde Leupold Strobel als Vogt eingesetzt und im gleichen Jahr von Heinrich Strobel abgelöst. Die Strobels waren ein Rittergeschlecht in Uttenreuth.
  - 1338 folgte Konrad Strobel als Vogt
- 1341[1] zieht der Hochstift Bamberg das Lehen von den Hohenlohe-Brauneck gegen eine Ablösesumme wieder ein und verlegte das Hochgericht von Marloffstein nach Neunkirchen
In diesem Jahr wurde bereits die zweigeschossige Kapelle in der Burg erwähnt.[2]
- 1360[1] ging das bischöfliche Burglehen von den Gebrüder Konrad und Eberhard Wiesenthau auf den damaligen Vogt Heinrich Strobel über, allerdings nur für dessen Dienstzeit
- 1382[1] wurde ein Leupold Strobel zum Vogt ernannt
- 1383[1] ist Marloffstein Eigentum des Königs Wenzel. Er gewährt dem Bamberger Bischof Lamprecht von Brunn und dessen Bevollmächtigten Konrad Ziegel Nutzgewähr auf Marloffstein.
  - 1396[1] war Heinz Strobel Vogt. 1399 war er verstorben, seine Witwe wurde urkundlich erwähnt.
  - 1400[1] saß auf Marloffstein kein Vogt mehr, sondern der bischöfliche Amtmann Herdegen Valtzner und investierte in die Instandhaltung der Burg.
  - 1418[1] folgte ihm der Amtmann Hans Valtzner von Nürnberg. Auch er investiert in die inzwischen sehr zerfallene und baufällige Burg.
- 1422[1] wurde Heinz Scholl vom Bamberger Bischof Friedrich III. von Aufseß mit Marloffstein belehnt
- 1450[1] in den Kriegsberichten des Nürnbergers Erhard Schürstab wurde die Burg „zum Marolfstein“ genannt.
- 1454[1] wird Ludwig Haller, dann sein Vetter Peter Haller und dann dessen Sohn Ludwig Haller mit der Burg belehnt.
- 1474[6] ernennt Bischof Georg I. von Schaumberg Paul Toppler zum Amtsmann, 1475 wurde Alerius Haller sein Vogt.
- 1522[7] wurde das Schloss von markgräflichen Truppen eingeäschert aber bald wieder aufgebaut
- 1525[1][8] wurde das Schloss im Bauernkrieg zwar angegriffen, aber erfolgreich von dem damaligen Amtmann Sigmund III. Pfinzing (1479–1554) verteidigt. Er hatte das Schloss pfandweise inne.
- 1516–1544[1] war Sigmund Pfinzing sen. Amtmann und hatte die Burg als Pfand inne
- 1552[1] wurde das Schloss, im Zweiten Markgrafenkrieg, vom Markgraf Albrecht II. Alcibiades geplündert und ausgebrannt und der damalige Amtmann Albrecht Pfinzing gefangen genommen. Der Bischof Weigand von Redwitz übertrug es auf den Markgrafen, erhielt es aber 1553, nach der Niederlage von Albrecht II. in der Schlacht bei Sievershausen, wieder zurück.
- 1570/71[1] baute der Sohn des vorherigen Amtmann, Sigmund V. Pfinzing (1513–1588)[8], das Schloss wieder auf.

### Schloss Marloffstein wird Amtssitz für die Ämter Marloffstein und Neunkirchen/Schellenberg
- 1577[9] war Wilhelm I. von Wiesenthau auf Hundshaupten Amtmann zu Wolfsberg, Neunkirch und Marloffstein. Neunkirchen wurde durch seinen Vogt Martin Reinfelder verwaltet.
- 1585[10] erscheint der bambergische Hauptmann Christoph von Brandenstein.
- 1591[9] war Christoph II. von Brandenstein, auf Zell, Amtmann zu Neunkirchen und Marloffstein.
- 1613[10][9] war Friedrich Wilhelm von Guttenberg Amtmann zu Marloffstein und Neunkirchen
- 1630[10] folgte ihm Jakob Siegmund von Schaumberg als Amtmann für Marloffstein und Neunkirchen
- 1638[9] wurde Philipp II. von Pappenheim Amtmann. Sein Vogt war Hans Bernreuther.
- 1647[9] folgte Gottfried Wilhelm von Guttenberg auf Steinhaus, Leutzenhof und Reichels als Amtmann für Goßtweinstein, Neunkirchen und Marloffstein.

### Nach dem Dreißigjährigen Krieg kommen Oberamtmänner
Ab 1655 wurden vom Bamberger Bischof Oberamtmänner für die gemeinschaftliche Verwaltung von Marloffstein und Neunkirchen berufen. Deren Befugnisse waren vergleichbar mit dem heutigen Landrat. Amtssitz war weiterhin das Schloss Marloffstein, das von den Amtsinhabern als Lehen instand gehalten werden musste.
- 1655[9] Wolf Philipp von Bach
- 1672 Johann Gottfried von Guttenberg, der spätere Fürstbischof des Hochstiftes Würzburg.
- 1683[9] Karl Rudolf von Guttenberg
- 1688[9] Wilhelm von Wiesenthau
- 1690[1] Marquard Sebastian von Stauffenberg
- 1696[9]  Philipp III. von Stauffenberg
- 1691–1695[4] (nach 1996[9]) Neubau im barocken Stil auf den Resten der mittelalterlichen Anlage unter Bischof Marquard Sebastian Schenk von Stauffenberg
- 1707[1] (1713[9]) Heinrich Christoph Heußlein von Eußenheim
- 1730 Friedrich Anton Freiherr von Münster
- 1740 Marquard Karl von Mertenhausen[1] (Meitershausen[9])
- 1751 Franz Arnold von Blettenberg
- 1755 Wilhelm III. von Künsberg
- 1789 Karl Heinrich Groß von Trockau. Er bewohnte als letzter Oberamtmann das Schloss bis 1792.

Seine Nachfolger (1792 Friedrich Christoph von Rotenhan und 1798 Leopold Christoph von Buseck) versahen das Oberamt vom Bamberg aus und lösten schließlich das Oberamt Marloffstein 1803 auf, um es dem Landgericht Neunkirchen einzuverleiben. Durch den Verlust des Verwaltungssitzes fehlten die Mittel, das Schloss weiter zu unterhalten.

### Das Schloss in bürgerlicher Hand
- 1806 im Zuge der Säkularisation im Zeitalter Napoleons ging das Schloss in den Besitz des Königreichs Bayern über und wurde durch den Hofaktuar Samuel Heßlein in Bamberg, Michael Alexander Lips[11] aus Erlangen und Franz Kröter ersteigert.[1]
- 1808 als Marloffstein dem Landgericht Gräfenberg zugeordnet wurde, war Lips bereits der alleinige Besitzer. Er richtete im Schloss eine landwirtschaftliche Akademie ein, der aber die staatliche Unterstützung und letztendlich der Erfolg versagt blieb.

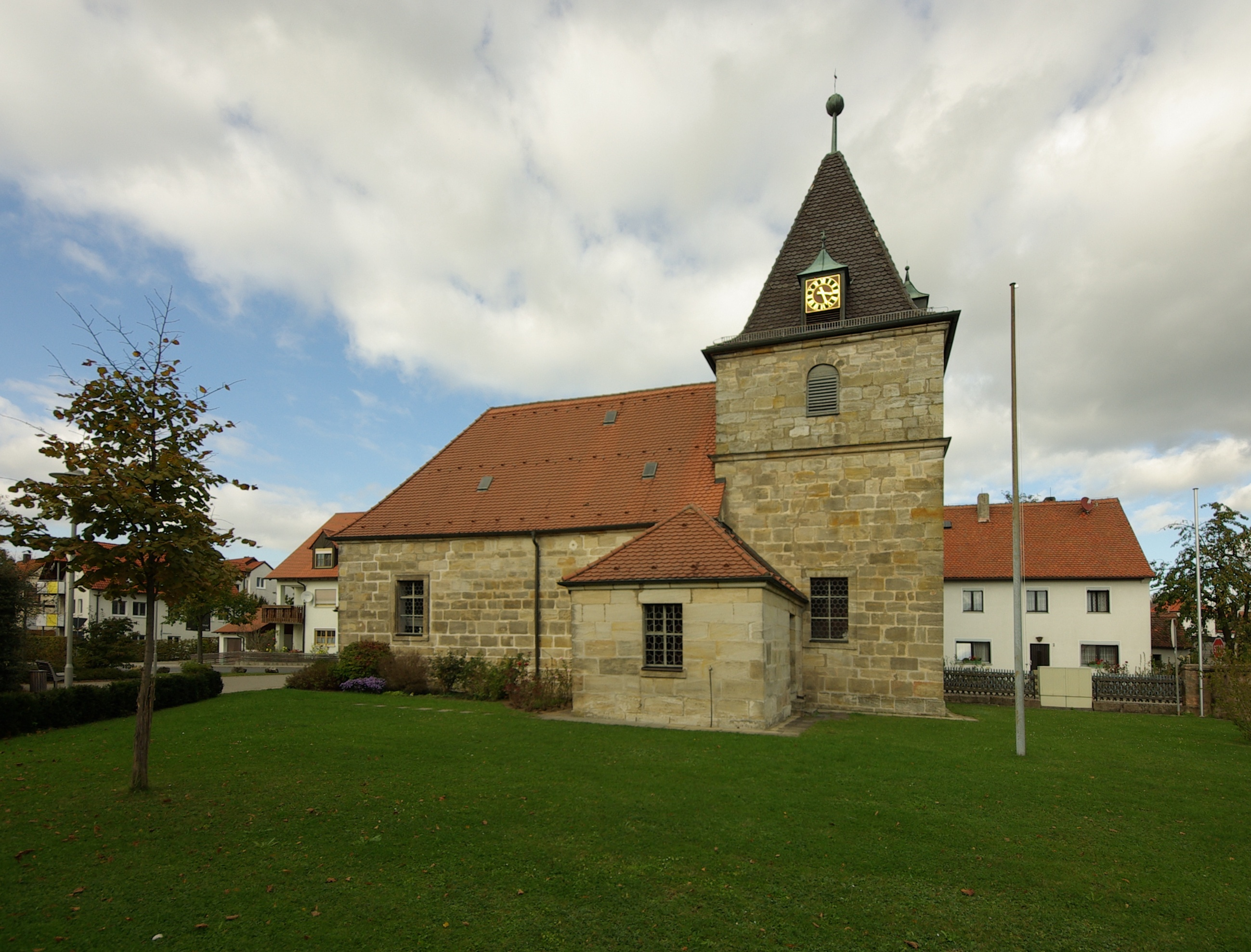
Kirche St. Jakobus

- Kirche St. Jakobus1812/1813[1]: Da die Marloffsteiner ein Nutzungsrecht an der bereits 1341 erwähnten Schlosskapelle hatten, aber Lips die Räume für eine Brauerei (das Schloss hatte auch das Braurecht) nutzen wollte, errichtete er die naheliegende Kapelle St. Jakobus, welche auch die vorherige Rokoko-Ausstattung übernahm.[2] Der Schlossbesitzer musste aber weiterhin die Baulast an dem neuen Gebäude tragen.
- Bis 1833,[1][2] das Schloss verfiel zusehends, ließ Lips große Teil des Schlosses abreißen. Der Schlossbau wurde auf seine derzeitige Gestalt reduziert.
- Von den Erben Lips übernahm Graf August Pestalozza und danach der Schenkwirt Konrad Singer das Schloss.
- Schließlich kaufte es der Erlanger Schnittwaren Händler Mendlein und veräußerte die zugehörigen Grundstücke. Das Schloss verfiel jedoch weiter, da sich dafür kein Käufer fand.
- 1883[1] kaufte der Marloffsteiner Friedrich Aichinger (Schreinermeister) und seine Frau Katharine geb. Rupprecht das Schloss und eröffneten darin eine Wirtschaft. Sie hatten es bereits seit 1880 von Mendlein gepachtete.
  - 1885 wurde es die Exkneipe der Erlangern Burschenschaft Frankonia.
  - 1932 brannte der 2 Jahre zuvor erneuerte Dachstuhl des Schlosses ab und musste neu errichtet werden.
- 2015 Jürgen Friedsam[12]

## Zukunft
Nach dem Tod einer Mitbesitzerin wurde zur Mitte der 2010er Jahre das gesamte Anwesen verkauft und 2017 auch der Gaststättenbetrieb eingestellt. Pläne aus dem Jahr 2015, dort eine Flüchtlingsunterkunft zu errichten, wurden nicht verwirklicht. Im Jahr 2018 kamen Renovierungsarbeiten in Gang, die dem Erhalt der denkmalgeschützten Bausubstanz dienen. Danach plante der Investor ein Pflege- und Seniorenheim für 55 Bewohner sowie ein angeschlossenes offenes Café zu schaffen. Dies scheiterte ebenso, nicht zuletzt weil dem Schloss ein großer Anbau angegliedert werden sollte. Mittlerweile versucht der Eigentümer einen Mietwohnungskomplex zu etablieren, was erneut auf heftigen Widerstand in Marloffstein stößt.